# Andréi Búbnov
Andréi Serguéyevich Búbnov Андре́й Серге́евич Бу́бнов (23 de marzojul./ 4 de abril de 1884greg.-1 de agosto de 1938), líder revolucionario bolchevique en Rusia y miembro de la llamada Oposición de Izquierda.

## Inicios
Andréi Búbnov nació en Ivánovo-Voznesensk (actual Ivánovo). Estudió en el Instituto Agrícola de Moscú y siendo estudiante se unió al Partido Obrero Socialdemócrata de Rusia. Apoyó a la facción bolchevique y en los años siguientes fue arrestado 13 veces.
En 1909 Búbnov fue nombrado miembro del Comité Central en Moscú pero en el año siguiente fue puesto nuevamente en prisión. Una vez liberado fue enviado a organizar a los trabajadores en Nizhni Nóvgorod. Como redactor, contribuyó también en Pravda.
Tras el estallido de la Primera Guerra Mundial, Búbnov se vio involucrado en el movimiento antibélico de la época. Fue nuevamente arrestado en octubre de 1916 y desterrado a Siberia.

## Miembro del Politburó
Búbnov regresó a Moscú luego de la Revolución de Febrero de 1917. Se unió al sóviet de esa ciudad y fue elegido como uno de los siete miembros del Politburó del Partido Bolchevique. Como miembro del Comité Militar Revolucionario de Petrogrado colaboró en la organización de la Revolución de Octubre.
Durante la guerra civil rusa, Búbnov se unió al Ejército Rojo y luchó en el frente ucraniano. Después de la guerra, se unió al Comité del Partido en Moscú y se hizo miembro de la oposición de izquierda.
Andréi Búbnov firmó la Declaración de los 46 en octubre de 1923 pero, en enero de 1924, cambió de bando apoyando a Stalin, siendo recompensado con el nombramiento de jefe de control político del Ejército Rojo. Elegido al Comité Central, reemplazó a Anatoli Lunacharski como Comisario del Pueblo para la Educación. En este cargo, terminó con las llamadas prácticas escolares progresistas, que daban énfasis a la cuestión ideológica, reemplazándolas por una educación más centralizada en el entrenamiento de habilidades industriales prácticas.

## Caída
Fue expulsado del Comité Central del partido en noviembre de 1937. Arrestado posteriormente durante la Gran Purga, acusado de traición al pueblo soviético, fue ejecutado el 1 de agosto de 1938 en el campo de fusilamiento de Communarka. Fue rehabilitado el 14 de marzo de 1956, tras la muerte de Stalin.